# برون‌همزیستی

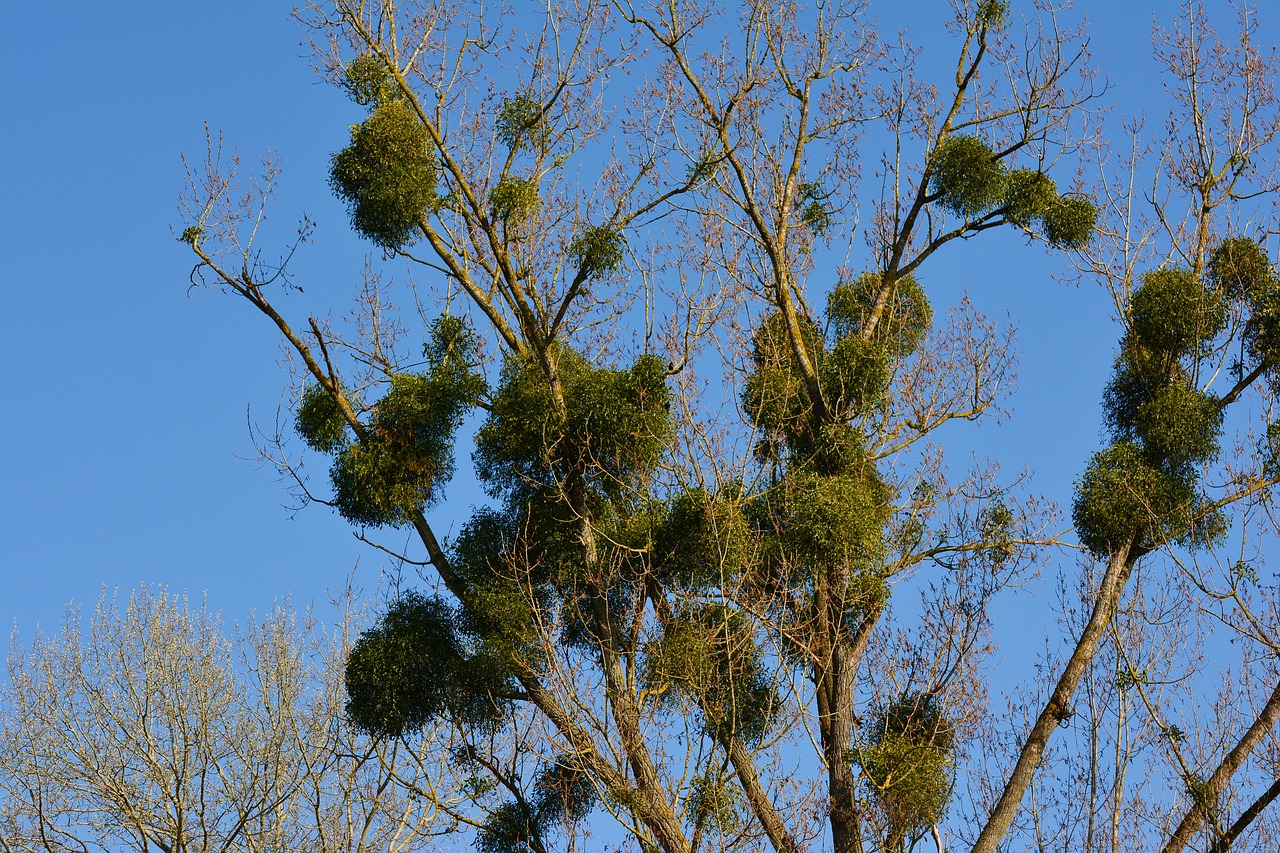
دارواش اروپایی نمونه‌ای از انگل‌های برون‌همزیست است که در بالای درختان زندگی می‌کند و مواد مغذی و آب را حذف می‌کند.

برون‌همزیستی (به انگلیسی: Ectosymbiosis)، نوعی رفتار همزیستی است که در آن یک موجود زنده روی سطح بدن ارگانیسم دیگر (میزبان)، از جمله سطوح داخلی مانند پوشش لوله گوارش و مجاری غدد، زندگی می‌کند. گونه برون‌همزیست (ectosymbiotic, ectosymbiont)، عموماً یک جاندار بی‌حرکت (یا بی‌تحرک) است که از بستر زیستی از طریق همزیستی دوسویه، همسفرگی یا انگلی وجود دارد. برون‌همزیستی در طیف گوناگونی از محیط‌ها و در بسیاری از گونه‌های مختلف یافت می‌شود.
در برخی از گونه‌ها، محیط همزیستی ارائه‌شده توسط انگل و میزبان برای دو طرف سودمند است. در پژوهش‌های اخیر آشکار شد که این میکروفلورها به سرعت در پاسخ به تغییر در محیط خارجی، به منظور تثبیت و حفظ یک محیط برون‌همزیستی مفید، تکامل‌یافته و متنوع می‌شوند.